# Matthäus Taferner
Matthäus Taferner, né le 30 janvier 2001 à Klagenfurt en Autriche, est un footballeur autrichien qui évolue au poste de milieu central au WSG Tirol.

## Biographie

### Débuts professionnels
Né à Klagenfurt en Autriche, Matthäus Taferner est formé par le Wacker Innsbruck.
Il joue son premier match en première division autrichienne le 20 avril 2019, contre le SV Mattersburg. Il est titularisé ce jour-là et son équipe s'incline par trois buts à un.
En juin 2019, son transfert au club allemand du Dynamo Dresde est annoncé.

### Wolfsburger AC
Le 6 août 2020, Matthäus Taferner rejoint le Wolfsberger AC. Il fait donc son retour en première division autrichienne, jouant son premier match sous ses nouvelles couleurs le 28 août 2020, contre le SC Neusiedl am See. Il est titulaire et son équipe s'impose après prolongations sur le score de cinq buts à deux. Avec cette équipe, il fait ses premiers pas en coupe d'Europe, jouant son premier match de Ligue Europa le 22 octobre 2020, face au CSKA Moscou. Il est titulaire ce jour-là, et les deux équipes se neutralisent (1-1).

### WSG Tirol
Le 10 août 2023, Matthäus Taferner rejoint le WSG Tirol, avec lequel il signe un contrat de longue durée.
Taferner marque son premier but pour le WSG Tirol le 3 mars 2024 face au TSV Hartberg, en championnat. Titulaire, il donne la victoire à son équipe en étant l'unique buteur de la partie.

### En sélection
Matthäus Taferner représente l'équipe d'Autriche des moins de 17 ans. Il inscrit un but lors d'un match amical contre la Finlande, en août 2017 (large victoire 4-0). Au total il joue cinq matchs et inscrit un but avec cette sélection.
Avec les moins de 19 ans il joue deux matchs en octobre 2019.
Le 27 mars 2021, il reçoit sa première sélection avec les espoirs, lors d'une rencontre amicale face à l'Arabie Saoudite. Il délivre une passe décisive à cette occasion (large victoire 10-0).